# Stazione di Speicher
La stazione di Speicher (in tedesco Bahnhof Speicher) è una stazione ferroviaria nel comune svizzero di Speicher sulla linea San Gallo-Trogen, facente parte della ferrovia Appenzello-San Gallo-Trogen.

## Storia
La stazione fu attivata il 10 luglio 1903, in occasione dell'apertura della ferrovia San Gallo-Trogen. In questa stazione i binari erano in sede promiscua a quella stradale fino al 1997, quella nei pressi di questa stazione è stata l'ultima tratta ad essere trasferita in una sede propria, indipendente da quella stradale (anche se - come quasi tutto il resto della ferrovia - parallela e affiancata alla strada), per quanto concerne la tratta dalla periferia della città di San Gallo a Trogen.

## Strutture e impianti
La stazione dispone di due binari dotati di marciapiede per il servizio passeggeri. È dotata di un ampio fabbricato viaggiatori a 4 piani, di diverse pensiline e di un edificio, servito da diversi binari tronchi, utilizzato sia come deposito locomotive che come officina per il materiale rotabile utilizzato sulla linea, sebbene nei progetti futuri delle Appenzeller Bahnen (che gestiscono la stazione e la linea) vi sia la sostituzione dell'officina nei pressi della stazione di Gais con un nuovo centro di assistenza a Schwende, mentre a Speicher saranno eseguiti solo gli interventi di manutenzione e le riparazioni di minore entità.

## Movimento
La stazione è servita da treni a cadenza semioraria sulla relazione Appenzello - Trogen (linea S21 della rete celere di San Gallo),  da alcuni treni alle ore di punta per San Gallo, Teufen o Trogen (linea S22 della rete celere di San Gallo) e da 2 ulteriori coppie di treni giornaliere sulla relazione Appenzello - Trogen (linea S20 della rete celere di San Gallo).

## Servizi
Nella stazione sono presenti:
- Biglietteria a sportello[8]
- Biglietteria automatica
- Sala d'attesa

## Interscambi
- Fermata autobus[9]